# Jeff Probyn
Pas d'image ? Cliquez ici

a Compétitions nationales et continentales officielles uniquement.

b Matchs officiels uniquement.
Dernière mise à jour le 30 janvier 2024.
 Jeffrey (Jeff) Alan Probyn, né le 27 avril 1956 à Bethnal Green (Angleterre), est un joueur de rugby à XV, qui a joué avec l'équipe d'Angleterre, évoluant au poste de pilier (1,78 m pour 102 kg).

## Carrière
Il a disputé son premier test match le 16 janvier 1988, à l'occasion d'un match contre l'équipe de France, et le dernier contre l'équipe d'Irlande, le 20 mars 1993. Probyn a participé à la Coupe du monde 1991 (5 matchs disputés). Il a disputé un test match avec un XV mondial et un test match avec les Lions britanniques en 1989.

## Statistiques en équipe nationale
- 37 sélections (+ 1 non officielle) avec l'équipe d'Angleterre
- Sélections par année : 8 en 1988, 3 en 1989, 7 en 1990, 11 en 1991, 4 en 1992, 4 en 1993
- Tournois des Cinq Nations disputés : 1988, 1989, 1990, 1991 1992 1993